# The White Princess
The White Princess is een achtdelige dramaserie van de Britse omroep BBC en de Amerikaanse productiemaatschappij Starz. Het is de opvolger van de serie The White Queen uit 2013. De serie is gebaseerd op de boeken The White Princess en The King's Curse van Philippa Gregory. In Nederland ging de serie in première op 19 maart 2019 op het Nederlands ondertitelde netwerk BBC First en zal gedurende het jaar regelmatig worden herhaald.

## Verhaal
Hendrik Tudor keert in 1485 terug in Londen na de overwinning met de Slag bij Bosworth. Hij kroont zich tot koning Hendrik VII van Engeland en trouwt vervolgens met Elizabeth van York, waarmee de Rozenoorlogen wordt beëindigd en het Huis Lancaster en het huis York samenbrengt. Het huwelijk tussen Hendrik en "Lizzie" verloopt de eerste jaren stroef, mede door de koningin-moeder Elizabeth Woodville, die contact zoekt met haar schoonzuster Margeretha van Bourgondië voor een opstand in Engeland. 
Politieke intriges, de zweetziekte, troonopvolgers die zich voordoen als Richard van York zetten het huwelijk tussen Hendrik en Elizabeth en het koninkrijk van Engeland onder druk.

## Rolverdeling
| Acteur             | Personage                               |
| ------------------ | --------------------------------------- |
| Jodie Comer        | Elizabeth "Lizzie" van Engeland         |
| Rebecca Benson     | Margaret Pole                           |
| Jacob Collins-Levy | Hendrik VII van Engeland                |
| Essie Davis        | Koningin-moeder Elizabeth Woodville     |
| Michelle Fairley   | Margaret Beaufort, moeder van de koning |
| Richard Dillane    | Thomas Stanley                          |
| Anthony Flanagan   | Francis Lovell                          |
| Patrick Gibson     | Perkin Warbeck                          |
| Caroline Goodall   | Cecily Neville                          |
| Amy Manson         | Lady Catherine Gordon                   |
| Adrian Rawlins     | John de la Pole                         |
| Vincent Regan      | Jasper Tudor                            |
| Suki Waterhouse    | Cecily van York                         |
| Joanne Whalley     | Margaretha, Hertogin van Bourgondië     |
| Andrew Whipp       | Richard Pole, man van Margaret          |
| Rosie Knightley    | Prinses Anne                            |
| Ava Masters        | Prinses Catharina                       |
| Rossy de Palma     | Isabella I van Castilië                 |